# Rapala caerulescens
Rapala caerulescens is een vlinder uit de familie van de Lycaenidae. De wetenschappelijke naam van de soort is voor het eerst gepubliceerd in 1889 door Otto Staudinger.
De soort komt voor in de Filipijnen.